# O Profeta (2006)
O Profeta é uma telenovela brasileira produzida e exibida pela TV Globo de 16 de outubro de 2006 a 11 de maio de 2007, em 178 capítulos. Substituiu Sinhá Moça e foi substituída por Eterna Magia, sendo a 68ª "novela das seis" transmitida pela emissora. 
Baseada na telenovela homônima criada e escrita por Ivani Ribeiro e exibida pela Rede Tupi em 1977. Adaptada por Duca Rachid e Thelma Guedes, com colaboração de Alessandro Marson, André Ryoki, Júlio Fischer e Thereza Falcão, sob a supervisão de texto de Walcyr Carrasco. A direção foi de Alexandre Boury e Vinícius Coimbra, com direção geral de Mário Márcio Bandarra e direção de núcleo de Roberto Talma.
Contou com Thiago Fragoso, Paolla Oliveira, Dalton Vigh, Carol Castro, Nívea Maria,  Luis Gustavo, Malvino Salvador e Fernanda Souza.

## Enredo
Na década de 1950, Marcos é um rapaz confuso do interior do Rio Grande do Sul, que nasceu com o dom da clarividência, mas nunca soube lidar com isso, uma vez que seus pais, Ana e Jacó, pediam para ignorá-lo, temendo que fosse algo perverso. Após seu irmão morrer afogado apesar de diversos sonhos premonitórios, os pais de Marcos decidem ajudá-lo, enviando o rapaz para São Paulo para morar com a irmã, Ester, onde ele terá a chance de desenvolver seu potencial e ajudar outras pessoas. Logo que chega à cidade, apaixona-se por Sônia, mas o romance se torna impossível quando ele descobre que ela é noiva de seu primo Camilo. Além disso, a moça é alvo das investidas do inescrupuloso Clóvis, dono de uma fábrica de cristais, capaz de tudo para tê-la e tirar qualquer um de seu caminho. Quem não gosta disso é a amante do empresário, a sensual Ruth, que tenta há anos se casar com ele para tirar a família da falência, instigada por sua ardilosa mãe Lia. Ela, porém, vê a chance de lucrar com Marcos ao descobrir seus dons premonitórios, passando a disputa-lo com a rival, inserindo o rapaz em uma vida de vaidade e dinheiro fácil.
Desiludida, Sônia se casa com Clóvis acreditando que ele é uma boa pessoa, mas acaba sendo privada aos poucos de sair de casa ou ter contato com a família, ficando desesperada ao descobrir que sua primeira esposa foi morta envenenada por ele quando encontra o diário da falecida. Quem consegue ajudar Marcos a se realinhar em seu caminho é Carola, irmã de Ruth, desprezada por ela e pela mãe por ser obesa e sem vaidade. Carola se apaixona pelo rapaz e se torna sua grande amiga e mentora, causando ciúmes em Arnaldo, rapaz tímido e parceiro dela em suas desventuras, e que a ama secretamente. Ainda há outras histórias, como o romance proibido de Baby e Tony – a sobrinha de Marcos e o irmão de Ruth – cuja mãe Ester tenta separar por considerá-lo inapto para a filha, uma vez que o rapaz vive envolvido em encrencas. Ester, na verdade, teme que a filha seja deixada futuramente assim como ela o foi pelo ex-marido, o cafajeste Henrique. O casal ainda sofre com Wanda, falsa melhor amiga de Baby, que trama sem esta saber para ficar com Tony, mas também mantém um caso com Camilo, de quem engravida em dado momento e o acaba matando acidentalmente durante uma discussão por ele não querer assumir seu filho.
Wanda também inferniza a vida do pai, Alceu, que se casou com uma ex-colega de escola sua bem mais jovem, a espevitada Miriam, que tem um caso com outro homem. Tainha é um cômico peixeiro rústico e que fala errado por nunca ter estudado, que tenta de toda forma conquistar Gisele, cuja mãe, a cigana charlatã Rúbia, não aceita por acreditar que a filha é muito sofisticada para casar-se com um pobretão. A tia de Ruth, Teresa é uma mulher misteriosa que ninguém imagina que foi prostituta na juventude, mas que tem o segredo ameaçado quando um ex-cliente e amor do passado, Flávio, chega na cidade e reacende a paixão. Os dois tiveram uma filha no passado, Rosa, que foi dada como morta no parto em uma trama armada entre Lia e Sofia, esposa de Flávio, dando a menina para o casal Renato e Zélia.

## Elenco
| Intérprete            | Personagem                          |
| --------------------- | ----------------------------------- |
| Thiago Fragoso        | Marcos de Oliveira                  |
| Paolla Oliveira       | Sônia Carvalho de Oliveira          |
| Dalton Vigh           | Clóvis Moura                        |
| Carol Castro          | Ruth Ribeiro de Sousa               |
| Nívea Maria           | Lia Ribeiro de Souza                |
| Fernanda Souza        | Carola Ribeiro de Sousa             |
| Malvino Salvador      | Camilo de Oliveira                  |
| Samara Felippo        | Wanda Carvalho (Wandinha)           |
| Juliana Didone        | Bárbara de Oliveira Nogueira (Baby) |
| Daniel Ávila          | Antônio Ribeiro de Souza (Tony)     |
| Rodrigo Faro          | Carlos Zucrini (Tainha)             |
| Fernanda Rodrigues    | Gisele da Silva (Gigele)            |
| Maurício Mattar       | Henrique Nogueira                   |
| Vera Zimmermann       | Ester de Oliveira Nogueira          |
| Luigi Baricelli       | Flávio Leite                        |
| Paula Burlamaqui      | Teresa Ribeiro                      |
| Rodrigo Phavanello    | Arnaldo de Almeida Correa           |
| Ana Lúcia Torre       | Hilda Vieira                        |
| Luís Gustavo          | Piragibe Carvalho                   |
| Neusa Maria Faro      | Teodora Sanches                     |
| Rosi Campos           | Madame Rúbia da Silva               |
| Mário Gomes           | Ernesto da Silva                    |
| Nuno Leal Maia        | Alceu Carvalho                      |
| Juliana Baroni        | Miriam Carvalho                     |
| Arlete Montenegro     | Filomena Moura                      |
| Laura Cardoso         | Abigail Gomes                       |
| Mauro Mendonça        | Francisco Gomes                     |
| Licurgo Spínola       | Dr. Michel                          |
| Castro Gonzaga        | Dr. Klaus                           |
| Zezeh Barbosa         | Dedé Cardoso                        |
| Orã Figueiredo        | Renato Salvador                     |
| Simone Soares         | Zélia Salvador                      |
| Andréa Avancini       | Edite Zucrini                       |
| Hugo Gross            | Jonas Verdureiro                    |
| José D’Artagnan       | Gilberto de Azeredo                 |
| Luiz Nicolau          | Waldomiro                           |
| Thiago Luciano        | Paulito Gomes                       |
| Nina Mesquita         | Lidia Gomes                         |
| Gabriel Canella       | Isaías da Silva                     |
| Genézio de Barros     | Padre Olavo                         |
| Luca de Castro        | Seu Tarcísio                        |
| Cris Vianna           | Profª. Gilda                        |
| Mariana Vaz           | Profª. Fátima                       |
| Daniela Pessoa        | Prof. Isabel                        |
| Edward Boggis         | Pelópidas                           |
| Augusto Madeira       | Gregório                            |
| Renata Castro Barbosa | Cida                                |
| Rodrigo Mendonça      | Amadeu                              |
| Rosina Lobosco        | Joana                               |
| Guilherme Vieira      | José Carlos Zucrini (Zeca)          |
| Julia Ruiz            | Marília Zucrini                     |
| Sabrina de Souza      | Alice                               |
| Caroline Smith        | Analu Moura                         |
| Renan Ribeiro         | Benjamim da Silva                   |
| Vitória Pina          | Natália Cardoso                     |
| Luana Dandara         | Margarida Salvador                  |
| Júlia Mattos          | Rosa Salvador                       |

### Participações especiais
| Intérprete        | Personagem                            |
| ----------------- | ------------------------------------- |
| Carolina Kasting  | Laura Moura                           |
| Vera Holtz        | Ana de Oliveira                       |
| Stênio Garcia     | Jacó de Oliveira                      |
| Henrique Ramiro   | Lucas de Oliveira                     |
| Nicette Bruno     | Cleide                                |
| Luciana Braga     | Sofia de Abranches Leite              |
| Gisele Itié       | Sabine Levy                           |
| Simone Spoladore  | Luci Carvalho                         |
| Armando Babaioff  | Matheus Carvalho de Oliveira (adulto) |
| Sérgio Mamberti   | Mestre Zulo                           |
| Vitor Hugo        | Antônio                               |
| Augusto Garcia    | Beto                                  |
| Débora Olivieri   | Julieta                               |
| Rafael Cardoso    | Luis Otávio                           |
| Jandir Ferrari    | Delegado Régis Moreira                |
| Mônica Torres     | Marisa Monettia                       |
| Rogério Falabella | Dr. Diógenes Fonseca                  |
| Marcela Monteiro  | Dóris                                 |
| Thaíssa Carvalho  | Neusa                                 |
| Caroline Molinari | Júlia                                 |

## Produção
Originalmente a emissora planejou realizar o remake de O Profeta – telenovela de 1977 –, com previsão de estreia em 2000, baseado no clássico de Ivani Ribeiro exibido pela Rede Tupi. A trama estrearia logo após Esplendor, porém a emissora achou a história dramática demais para o horário e optou pelo remake de O Machão, também escrita pela autora. Novamente em 2003 se cogitou um remake da trama, porém na época optou-se por uma nova versão de Cabocla, utilizada como teste para avaliar se o público reagiria bem a reedições, que seriam incluídas constantemente no horário das 18h a partir de então. Em 2006, após a boa repercussão dos remakes de Cabocla e Sinhá Moça, Duca Rachid e Thelma Guedes foram escaladas para escrever a nova versão de O Profeta. A estrutura do bairro da Barra Funda, em São Paulo na década de 1950 foi reconstruída na cidade cenográfica da novela. Para compor o personagem Marcos, Thiago Fragoso se inspirou na forma como o médium Chico Xavier lidava com a clarividência. Fernanda Souza engordou 7kg para interpretar a professora Carola.
O visual de Paolla Oliveira foi inspirado na atriz estadunidense Grace Kelly no filme Janela Indiscreta, de Alfred Hitchcock em 1954, utilizando o estilo chanel de penteado ondulado, e as roupas combinando com a faixa de cabelo. Já a estética da personagem de Carol Castro teve como referência a atriz estadunidense Elizabeth Taylor.

### Escolha do elenco
Mariana Ximenes foi o primeiro nome cogitado para a protagonista Sônia, porém a atriz preferiu aceitar o convite para Cobras & Lagartos. Paolla Oliveira fez os testes para interpretar a antagonista Ruth, porém foi reprovada por não se adequar ao perfil de vilã, sendo convidada Carol Castro para o posto, que já vinha de uma experiência similar em Mulheres Apaixonadas. Paolla realizou novos testes para protagonista com outras atrizes iniciantes que haviam se destacado em trabalhos anteriores, como Fernanda de Freitas, Juliana Didone, Monique Alfradique e Juliana Knust, sendo a escolhida. Por ser supervisor da novela, Walcyr Carrasco escalou diversos atores que já haviam trabalhado com ele em Chocolate com Pimenta e Alma Gêmea para o elenco central, incluindo Samara Felippo, Fernanda Souza, Rodrigo Faro, Rodrigo Phavanello, Malvino Salvador, Luigi Baricelli, Laura Cardoso e Ana Lúcia Torre. Durante as gravações, Thiago Fragoso teve mononucleose e pneumonia e precisou se afastar por duas semanas. Por isso, seu personagem na trama foi sequestrado pelo vilão Clóvis e ficou desaparecido por algum tempo. Laura Cardoso mostrou-se insatisfeita com o papel de Abigail e chegou a pedir para sair da novela, alegando que sua personagem não fazia nada. O diretor Roberto Talma e as autoras Thelma Guedes e Duca Rachid conversaram com a atriz e a convenceram a continuar. Depois disso, a participação da Abigail na novela cresceu. Malvino Salvador precisou sair da trama antes do final, pois havia sido liberado para integrar o elenco de Sete Pecados. Por isso seu personagem foi misteriosamente assassinado no capítulo 106, exibido no dia 15 de fevereiro de 2007.

## Exibição
Foi originalmente exibida pela Globo no horário das 18h, de 16 de outubro de 2006 a 11 de maio de 2007, em 178 capítulos, substituindo Sinhá Moça e sendo substituída por Eterna Magia. No dia 6 de fevereiro de 2007, a novela excepcionalmente não foi exibida devido a transmissão de uma partida de futebol, em que a Seleção Brasileira enfrentou Portugal num amistoso.
Foi reprisada pelo Vale a Pena Ver de Novo de 25 de fevereiro a 2 de agosto de 2013, em 115 capítulos, substituindo Da Cor do Pecado e sendo substituída por O Cravo e a Rosa.

### Outras mídias
Em 22 de fevereiro de 2022, foi disponibilizada pelo Globoplay como parte do Projeto Originalidade, com a atualização para o formato de exibição original; com o formato de imagem restaurado em Full HD, além de aberturas, vinhetas de intervalo e encerramento originais.

### Exibição Internacional
O Profeta já foi licenciada para mais de 12 países na América Latina, como Bolívia, Nicarágua, Peru, Costa Rica entre outros. Com grande sucesso de audiência no prime time do Canal 9 Argentina.
- Portugal - SIC
- Estados Unidos - Telemundo
- Paraguai - SNT
- Chile - Canal 13
- Argentina - Canal 9
- Rússia - Domashny
- Moçambique - STV
- México - Azteca 7
- Costa Rica - Teletica
- Uruguai - Teledoce

## Recepção

### Audiência
Exibição original
Sua estreia marcou uma média de 36 pontos, com 55% de participação. Esse índice é o mesmo da sua antecessora, Sinhá Moça.
Sua menor audiência é de 20 pontos, alcançada no dia 23 de dezembro de 2006. Durante grande parte da trama, a audiência ultrapassou 30 pontos. Por diversas vezes, a trama chegou a ter mais audiência que Pé na Jaca, a "novela das sete"; e a empatar na audiência com Paraíso Tropical, a "novela das oito". Em janeiro de 2007, O Profeta tornou-se um dos cinco programas mais assistidos na Globo.
No dia 14 de março de 2007, a audiência chegou a superar, por décimos, a audiência de Paraíso Tropical. Enquanto a "novela das seis" ficou com 32,41 de média, a "trama das oito" ficou com 32,40. No consolidado, ambas ficaram com 33 de média. Em questão de share, a "trama das seis" obteve 54,6%, contra 49,4% da "trama das oito".
O último capítulo marcou 40 pontos. No geral, O Profeta teve uma média de 33 pontos de audiência. Depois disso, levou nove anos para a Globo voltar a ter uma audiência tão alta no horário das 18h. Isso voltou a ocorrer em 2016, quando a exibição de Êta Mundo Bom! obteve uma média de 31,2 pontos.
Reprise
O primeiro capítulo da reprise, exibido no dia 25 de fevereiro, marcou média de 13 pontos com pico de 15, praticamente a mesma da estreia da antecessora, Da Cor do Pecado em sua segunda reprise na sessão Vale a Pena Ver de Novo. O segundo capítulo, exibido em 26 de fevereiro, conseguiu audiência de 11 pontos. No terceiro capítulo, exibido em 27 de fevereiro, a trama continuou em baixa, registrando apenas 10 pontos, numa meta de 15 pontos. No mínimo, a Globo esperava até 14 pontos, já que a média esperada de 2011 até então era de 15 pontos.
Em 6 de março, a trama ainda em baixa no Vale a Pena Ver de Novo, registrou média de 9 pontos, a pior audiência de uma reprise em um dia útil. No dia 14 de março, a trama perdeu para o jornalismo da RecordTV. De acordo com a prévia, o Programa da Tarde derrotou o Vídeo Show e a reprise da novela O Profeta, com uma média de 10 pontos ante 9 da Globo. Em 9 de julho, bateu seu primeiro recorde de audiência, registrando 18 pontos com pico de 20.
No penúltimo capítulo, exibido em 1° de agosto, a trama registrou seu segundo recorde de 18 pontos, com pico de 20. No último capítulo, a trama de Duca Rachid e Thelma Guedes registrou uma média de 15 pontos, sendo a pior audiência de um último capítulo na sessão do Vale a Pena Ver de Novo. Com média geral de 12 pontos, O Profeta foi a pior audiência de uma reprise no Vale a Pena Ver de Novo, perdendo até mesmo para Sete Pecados, que registrou média geral de 13 pontos. Posteriormente, esse recorde negativo de O Profeta foi igualado por Cobras & Lagartos, que também obteve 12 pontos de média em sua reprise.

### Prêmios e indicações
| Ano  | Prêmio                | Categoria                | Indicação                        | Resultado | Ref.   |
| ---- | --------------------- | ------------------------ | -------------------------------- | --------- | ------ |
| 2007 | Prêmio Contigo! de TV | Melhor Novela            | Thelma Guedes e Duca Rachid      | Indicado  | [ 33 ] |
| 2007 | Prêmio Contigo! de TV | Melhor Ator              | Thiago Fragoso                   | Indicado  | [ 33 ] |
| 2007 | Prêmio Contigo! de TV | Melhor Atriz             | Paolla Oliveira                  | Indicado  | [ 33 ] |
| 2007 | Prêmio Contigo! de TV | Melhor Ator Coadjuvante  | Dalton Vigh                      | Indicado  | [ 33 ] |
| 2007 | Prêmio Contigo! de TV | Melhor Atriz Coadjuvante | Fernanda Souza                   | Indicado  | [ 33 ] |
| 2007 | Prêmio Contigo! de TV | Melhor Ator Revelação    | Gabriel Canella                  | Indicado  | [ 33 ] |
| 2007 | Prêmio Contigo! de TV | Melhor Atriz Infantil    | Vitória Pina                     | Indicado  | [ 33 ] |
| 2007 | Prêmio Contigo! de TV | Melhor Atriz Infantil    | Caroline Smith                   | Indicado  | [ 33 ] |
| 2007 | Prêmio Contigo! de TV | Melhor Atriz Infantil    | Renan Ribeiro                    | Indicado  | [ 33 ] |
| 2007 | Prêmio Contigo! de TV | Melhor Par Romântico     | Paolla Oliveira e Thiago Fragoso | Venceu    | [ 33 ] |
| 2007 | Prêmio Contigo! de TV | Melhor Autor             | Thelma Guedes e Duca Rachid      | Indicado  | [ 33 ] |
| 2007 | Prêmio Contigo! de TV | Melhor Diretor           | Roberto Talma                    | Indicado  | [ 33 ] |

## Trilha sonora
Capa: Logotipo da Novela
1. "Além do Olhar" - Ivo Pessoa (tema de Abertura)
2. "Fascinação" - Elis Regina (tema de Carola)
3. "Fora de Hora" - Joyce (tema de Ester e Henrique)
4. "Caminhos Cruzados" - Gal Costa (tema de Locução - São Paulo)
5. "Beija - Me" - Zeca Pagodinho (tema de Locução - Feira)
6. "Em Flor" - Thais Bonnizi (tema de Carola e Arnaldo)
7. "Only You" - Oséas (tema de Arnaldo)
8. "Para Ficar" - Juliana Diniz (tema de Gisele e Tainha)
9. "I Need You" - Liverpool Kids (tema de Baby e Tony)
10. "É Tão Sublime o Amor" - Cauby Peixoto (tema de Miriam e Alceu)
11. "Do Fundo do Meu Coração" - Erasmo Carlos (part. esp. Adriana Calcanhotto) (tema de Teresa e Arnaldo)
12. "Close To You" - Cídia e Dan (tema de Sônia e Marcos)
13. "Molambo" - The Originals (tema Geral)
14. "You Are My Destiny" - Oséas (tema de Ruth)